# جنینگ لوج (اورگن)
جنینگ لوج (به انگلیسی: Jennings Lodge) یک منطقهٔ مسکونی در ایالات متحده آمریکا است که در شهرستان کلاکاماس، اورگن واقع شده‌است. جنینگ لوج ۴٫۴ کیلومتر مربع مساحت و ۷٬۳۱۵ نفر جمعیت دارد و ۲۹ متر بالاتر از سطح دریا واقع شده‌است.